# Sankt Laurentii kyrka, Falkenberg
Sankt Laurentii kyrka, även Falkenbergs gamla kyrka, är en kyrkobyggnad i centralorten i Falkenbergs kommun. Den tillhör Falkenbergs församling i Göteborgs stift.

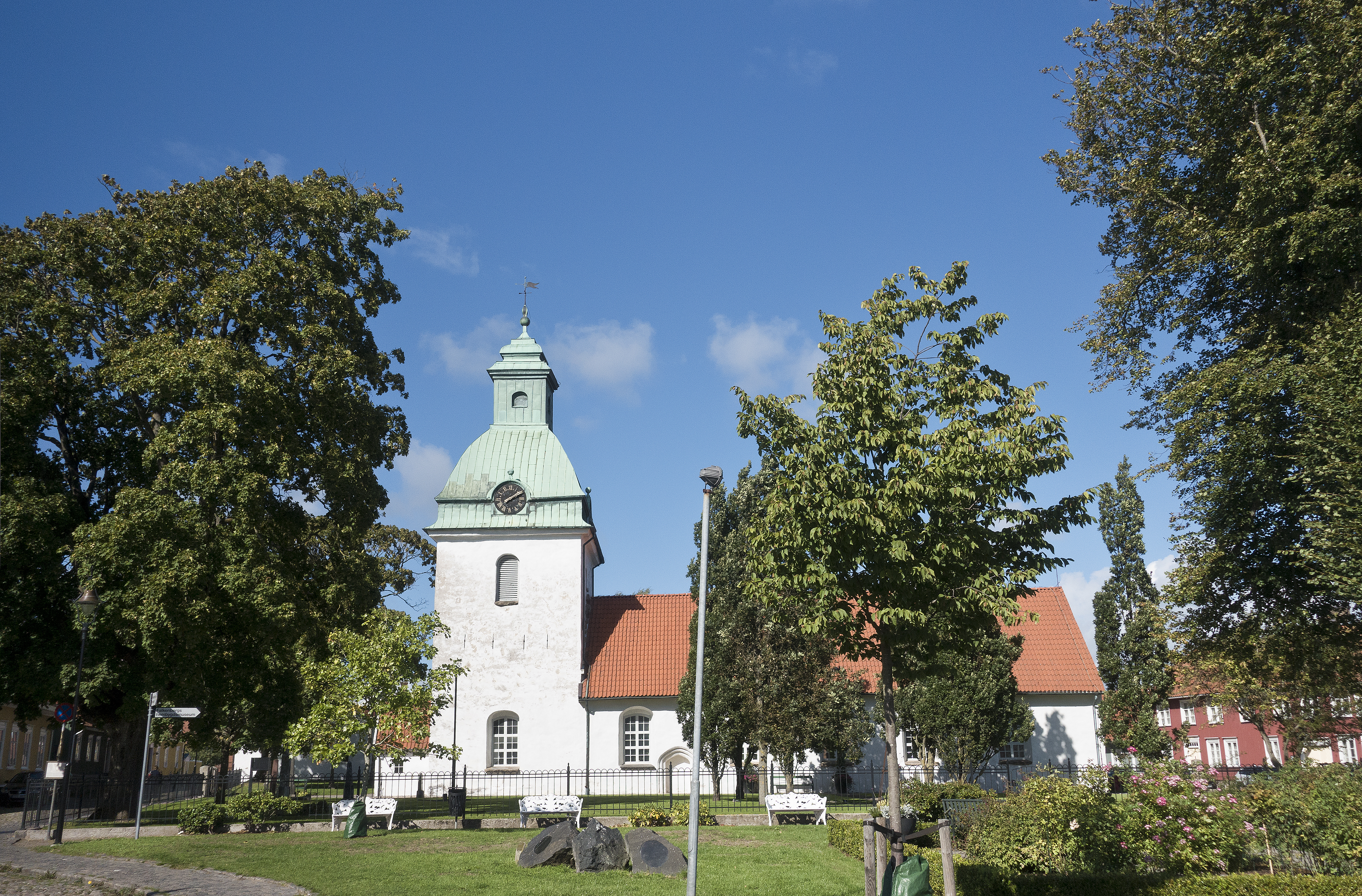
Falkenbergs gamla kyrka

## Kyrkobyggnaden
Kyrkan, som är Falkenbergs gamla stadskyrka, uppfördes sannolikt under 1300-talet. Därom bär de metertjocka murarna vittnesbörd. I sydfasaden finns spår av den 1903 igenmurade ingången. Långhuset förlängdes på senmedeltiden och fick en rak koravslutning i öster med ett fönster som efter att ha varit igenmurat åter togs upp 1954. Kyrkan brändes under nordiska sjuårskriget (1563-1570). Församlingsborna fick 1586 beviljat att kronans tull och accis i Falkenberg användes för att återuppbygga den. En större renovering genomfördes 1668. Innertaket välvdes 1739. Tornet var ursprungligen av trä men ersattes 1787 av dagens torn i sten med sin karaktäristiska kopparhuv med vindflöjel. Samma år tillkom vapenhuset.
Kyrkan övergavs 1892 då en ny kyrka för staden invigdes. Men i stället för att riva byggnaden uppläts den till gymnastiksal för skolan. Den användes även till konserter, föreläsningar och filmförvisning liksom luftgevärsskytte. När skolan 1922 byggde gymnastiksal tog man bort ribbstolar och andra gymnastikredskap och man beslöt att restaurera kyrkan. Arkitekt för restaureringen, som ägde rum 1925-1928, var Hakon Ahlberg och återinvigningen ägde rum 1928. Kyrkan fick ny bänkinredning, altare och altarring. Efter en insamling på initiativ av Falkenbergs Tidning anskaffades 1935 kyrkklockor. Vid renoveringen 1941 under ledning av Harald Wadsjö fick kyrkan ny färgsättning och en ny predikstol.

## Takmålningar

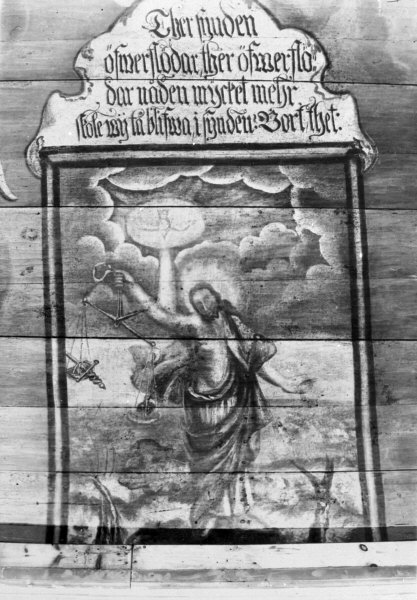
Målning i koret.

Taket hade övermålats med vit limfärg 1804 och klätts med pärlspontapanel 1903. Inför restaureringsarbetet fann man 1924 kalkmålningar från 1500-talet bakom putsen på väggarna. När pärlsponten i taket avlägsnades 1926, fann man även där målningar, utförda 1753-1754 av konstnären Paul Christopher Linkmeyer.

## Inventarier
- År 1978 tillkom en predikstol, snidad i ask av Falkenbergskonstnären Tore Heby.
- Dopfunten är av trä och består av en ekstock med marmoreringsmålning och är troligen från 1500-talet eller möjligen ännu äldre.[3]
- Ett votivskepp skänktes 1974.
- Altarkrucifixet i trä härstammar från Oberammergau.

### Orgel
År 1978 fick man en ny orgel tillverkad av Hammarbergs Orgelbyggeri AB. Den har sjutton stämmor fördelade på två manualer och pedal. Föregående orgel från 1954 såldes till Geijerskolan.